# The Legendary Tigerman
The Legendary Tigerman est le nom d'artiste de Paulo Furtado, joueur solo de blues, d'origine portugaise. Furtado joue simultanément de la guitare, de l'harmonica et de la batterie.
Il est aussi chanteur et compositeur dans le groupe rock portugais Wraygunn.
En 2009, Paulo Furtado fait la première partie de Jarvis Cocker sous le nom de The Legendary Tigerman. Il sort également l'album Femina. En mars 2014, The Legendary Tigerman revient avec un nouvel album baptisé True.

## Discographie
- 2002  : Naked Blues - Subotnick Enterprises
- 2003  : Fuck Christmas, I Got the Blues - Subotnick Enterprises
- 2004  : In Cold Blood - Subotnick Enterprises
- 2006  : Masquerade - Nortesul/BMG
- 2009  : Femina - Munster Records
- 2014  : True - Metrodiscos, Sony Music
- 2018  : Misfit - Jive/Epic, Sony Music
- 2023  : ZEITGEIST - Discos Tigre Branco[4]